# Turbo tape
Turbo tape (talvolta anche turbo loader o fast loader) è l'espressione con il quale erano chiamati alcuni programmi per home computer, in particolar modo per il Commodore 64 e il Sinclair ZX Spectrum, che permettevano di accelerare il caricamento di software da una cassetta a nastro. Programmi analoghi erano diffusi anche per i caricamenti da floppy disk, sebbene i dischi avessero già per natura tempi più rapidi.

## Storia

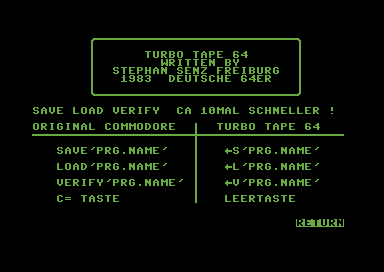
Schermata iniziale del programma Turbo Tape 64.

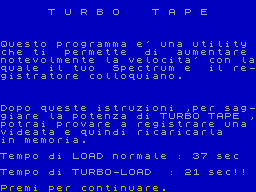
Schermata iniziale del Turbo Tape per ZX Spectrum 48K

Programmi di questo tipo sono stati pubblicati almeno dal 1980, ad esempio per il computer Ohio Scientific Challenger, o The PET Rabbit per Commodore PET. Essi andavano caricati in memoria prima del programma da caricare.
Il primo di questi programmi per il Commodore 64 venne creato nel 1983 dal programmatore tedesco Stephan Senz, col nome di Turbo Tape 64, e permetteva di memorizzare e leggere i file su nastro alla stessa velocità del Commodore 1541. Sempre per il Commodore 64 nel 1984 fu prodotta una cartuccia, la Epyx FastLoad, per accorciare i tempi di caricamento del software su floppy disk, così come The Final Cartridge III del 1987 e alcune versioni di Action Replay.
Programmi di questo tipo furono realizzati anche per lo ZX Spectrum 48K, almeno dal 1983. Il computer della Sinclair, a supporto di una maggiore affidabilità del segnale, era almeno 5 volte più veloce del Commodore 64 nel gestire i file da registratore (1500 Baud contro 300 Baud).
Lo ZX Spectrum 48K, a differenza del Commodore 64, codifica i bit con impulsi elettrici di lunghezza d'onda diversa, quindi per ridurre i tempi di caricamento bastava solo ridurre al massimo la durata di questi impulsi.

## Caratteristiche

Schermata del TurboTape pubblicato da Compute! Gazette nel 1985

L'utilizzo di tali programmi sul Commodore 64 era possibile, anche se a discapito dell'affidabilità, utilizzando un nuovo metodo per la registrazione dei file su nastro ed evitando così di utilizzare la struttura dei file per Datassette implementata nel KERNAL (il kernel del sistema operativo del C64). Il Commodore 64 infatti possiede lo stesso sistema di registrazione su nastro utilizzato dal vecchio PET 2001 che, avendo una memoria più piccola, era stato ottimizzato per l'alta sicurezza dei dati registrati piuttosto che per garantire la velocità del caricamento. Era stato cioè realizzato un mini blocco dati ridondanti per la rilevazione e correzione degli errori, cosicché ogni singolo blocco dati veniva scritto due volte a compensazione di un eventuale "dropout" verificatosi sul nastro. In pratica ogni file (programma o dati) veniva salvato due volte consecutive. Inoltre sul nastro magnetico il bit "0" veniva rappresentato da un'onda corta seguita da un'onda media, mentre al contrario il bit "1" veniva rappresentato da un'onda media seguita da un'onda corta. Quindi per rappresentare un bit erano necessarie due onde consecutive.
Un aspetto negativo di tali programmi consisteva nel fatto che andavano caricati in memoria prima del caricamento di ciascun programma. Inoltre ogni volta che si spegneva il computer era necessario ricaricare nuovamente il software in memoria, per questo motivo vennero successivamente ideati altri software.

## I programmi

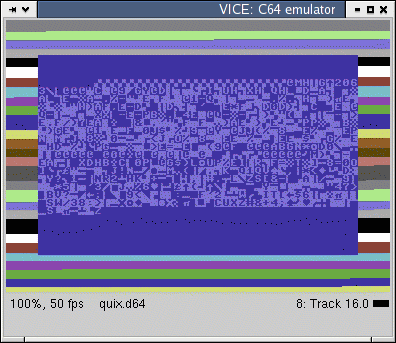
Decompressione di un programma, compresso con Meanteam Cruncher. Alcuni programmi generano strisce colorate simili durante il caricamento. I caratteri apparentemente casuali sullo schermo sono in realtà codice macchina caricato nella memoria video.

Accanto al programma originale di Senz si susseguirono presto numerosi cloni; Novaload era il più popolare turbo loader, utilizzato dalla maggioranza degli sviluppatori statunitensi e britannici per le versioni su nastro dei giochi commerciali. Accanto a questo ve ne erano altri come Cyberload, Visiload, Wildsave, Meanteam Cruncher, e altri ancora.

### Connection
Connection, diffuso in diverse varianti,, e chiamato anche coi nomi Galadriel, Biturbo by SC 85, Superturbo oppure Turbo chiocciola (a motivo del carattere @ visualizzato nel mezzo dello schermo al termine di ciascun caricamento).

### Turbo Tape 64
Nel gennaio del 1985 la rivista statunitense Compute! pubblica un'innovativa soluzione per Commodore 64 e Commodore VIC-20 - poi ripubblicata anche in seguito su Compute!'s Gazette - che sfrutta un metodo particolare di registrazione e inserisce un loader direttamente nel salvataggio così da non richiedere il precaricamento del turbo per rileggere il programma salvato. Nel numero successivo è spiegata in dettaglio la tecnica utilizzata. In marzo la rivista italiana Supercommodore pubblica l'articolo tradotto e il programma con il nome Superturbo.
Venne sviluppato in modo tale da salvare i file senza ridondanza, mentre per rappresentare i bit viene utilizzato un solo impulso di lunghezza differente. In questo modo i tempi di attesa vennero ridotti notevolmente. Alcuni test condotti all'epoca dimostrarono che un programma da 12k impiegava 34 secondi per il caricamento dall'unità a disco contro 44 secondi dell'unità a nastro utilizzando Turbo Tape. Tuttavia, una volta caricata l'utility in memoria, i tempi di caricamento erano in realtà solo di 28 secondi.
Caratteristica peculiare del programma era l'uso del carattere freccia (posizionato sulla tastiera del C64 in alto a sinistra) per impartire i comandi turbo: ←S è il comando SAVE (per il salvataggio), ←L è il comando LOAD (per il caricamento) e ←V è il comando VERIFY (per la verifica di un programma registrato).

### I programmi commerciali

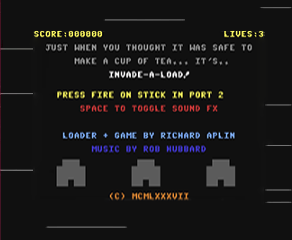
Invade-a-load: invito a giocare al clone di Space Invaders, mentre si attende il caricamento di un gioco

Accanto ai semplici programmi turbo diffusi, generalmente gratuiti e facilmente utilizzabili dagli utenti domestici, ve ne erano alcuni utilizzati dalle software house per la distribuzione commerciale su nastro dei loro programmi, in particolare i videogiochi.
Tali fast loader potevano essere anche particolarmente complessi e presentare durante il caricamento delle schermate introduttive contenenti immagini (Novaload, Visiload e Cyberload), talvolta anche con la presenza di musica (Enigma loader, Freeload e Ocean-Imagine Loader).
In alcuni casi era addirittura possibile giocare a un minigioco, per passare il tempo durante il caricamento del programma principale. Nel caso del Commodore 64 il loader con gioco integrato più noto, ma non il primo, è Invade-a-Load! (Mastertronic, 1987), che propone un clone di Space Invaders. Altri giochi inclusi nei loader commerciali sono Micro Rescue (Interceptor Software, 1985, introdotto con Wild Ride), Micro Painter (Players Software, 1986, presente ad es. in Radius), Load'n Play (Mastertronic, 1987). Questo tipo di velocizzatori, a causa della loro complessità, non erano disponibili a livello amatoriale.